# Fårö
Fårö (in gutnico faroymål o fåröiskå) è una piccola isola del Mar Baltico, appartenente alla Svezia.

## Geografia
Si trova a nord-est della più grande Gotland, dalla quale è separata da uno strettissimo braccio di mare. Appartiene alla contea di Gotland e si estende per 113 km².

## Storia
È stata per anni residenza di Ingmar Bergman, che vi girò il film Come in uno specchio, e che vi morì il 30 luglio 2007.

## Galleria d'immagini

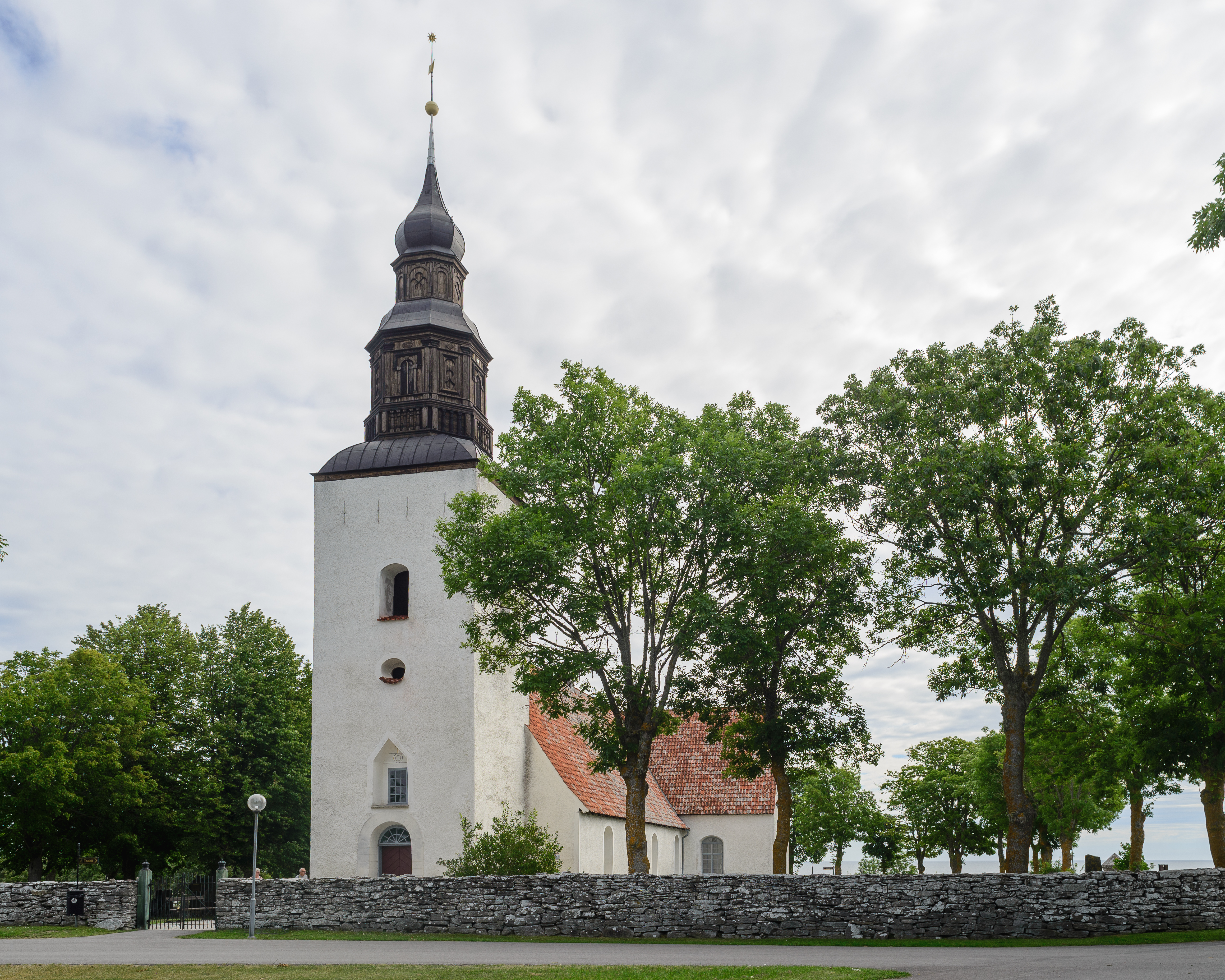
La chiesa presente sull'isola
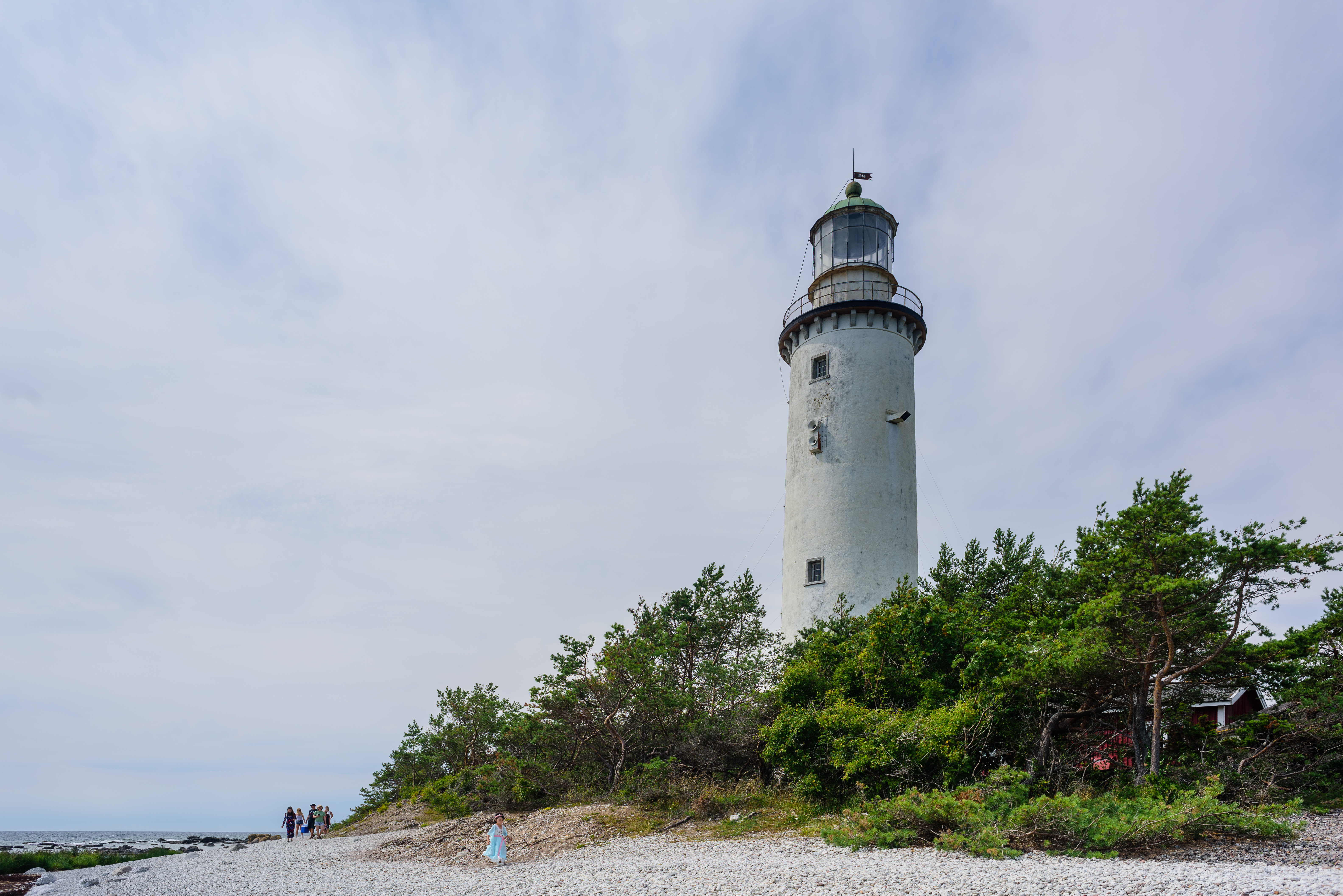
Il faro
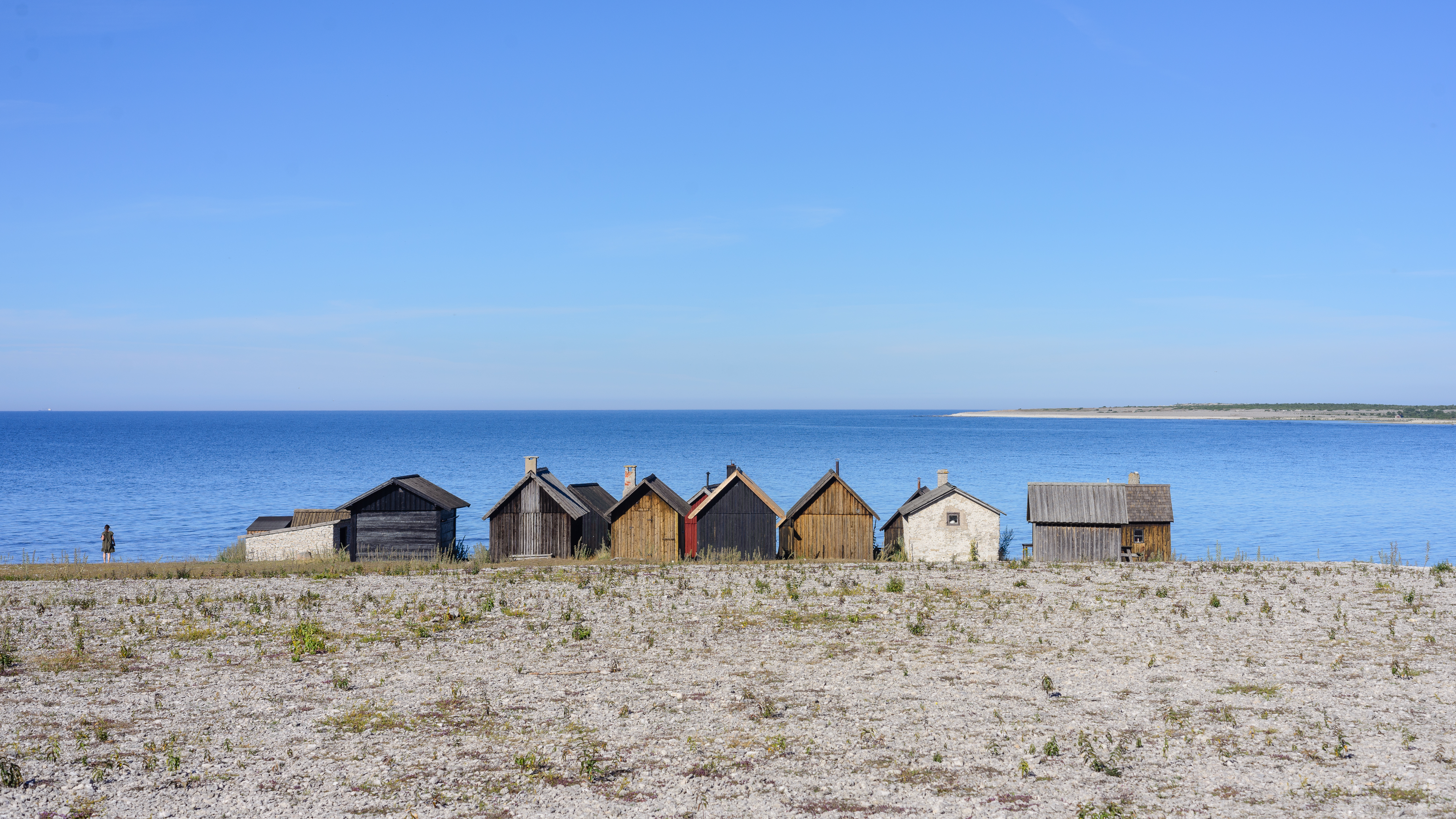
Helgumannen, villaggio di pescatori
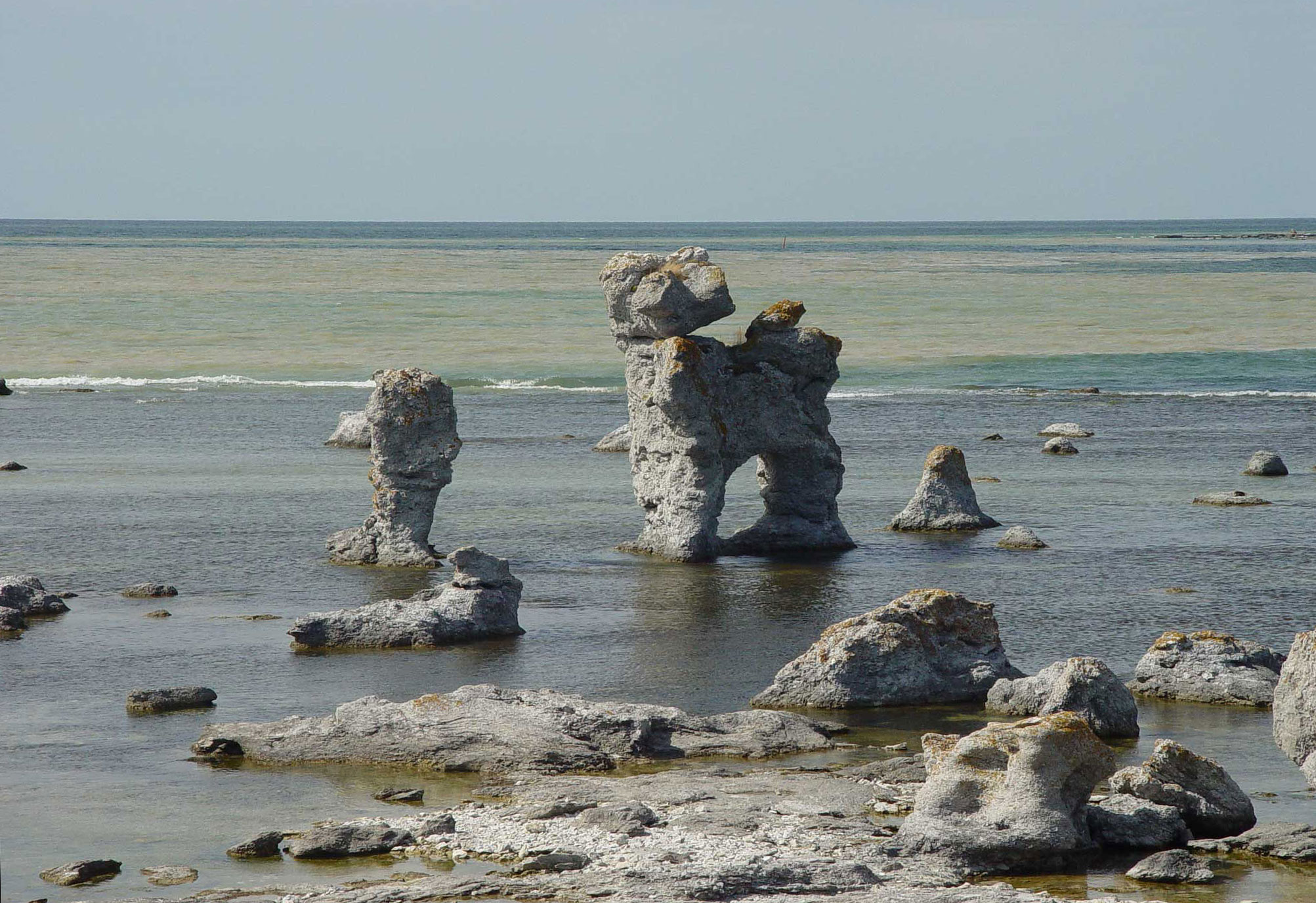
Curiose formazioni rocciose sulla costa